# روبرت دونر (لاعب إسكواش)
روبرت دونر (بالإنجليزية: Robert Downer)‏ هو لاعب إسكواش بريطاني، ولد في 24 مارس 1992.

## وصلات خارجية
- روبرت دونر على موقع الاتحاد الدولي لمحترفي الاسكواش (مؤرشف) (الإنجليزية)
- روبرت دونر على موقع SquashInfo.com (الإنجليزية)